# イニャキ・ペーニャ
イニャキ・ペーニャ（Iñaki Peña）こと、イグナシオ・"イニャキ"・ペーニャ・ソトレス（Ignacio "Iñaki" Peña Sotorres, 1999年3月2日 - ）は、スペイン・バレンシア州アリカンテ県アリカンテ出身のサッカー選手。FCバルセロナ所属。スペイン代表。ポジションはGK。

## クラブ経歴
アリカンテCFやビジャレアルCFのカンテラを経て、2012年にFCバルセロナの育成組織ラ・マシアに入所。2018年に傘下のFCバルセロナBに昇格。10月7日のCDアトレティコ・バレアレス戦でプロデビュー。以降Bチームの正GKに定着。12月3日にはビジャレアルCF戦のメンバー招集を受けた。2019-20シーズンもBチーム登録ながら、マルク＝アンドレ・テア・シュテーゲンやネトの負傷時にはトップチームに招集され、2020年4月には、2020-21シーズンからトップチームへの正式昇格の可能性が報じられた。
2022年1月31日、出場機会を求めてガラタサライへ期限付き移籍することが発表された。
2022-23シーズンはネトの退団に伴い第2GKに定着し、11月1日のCLグループステージ最終節FCヴィクトリア・プルゼニ戦でトップチームデビューを果たした。2023年1月には正式にトップチームに昇格し、背番号も13に変更となった。5月9日、2026年までの契約延長が発表された。5月23日のラ・リーガ36節レアル・バリャドリード戦で後半開始から途中出場し、リーグ戦初出場を記録。

## 代表歴
15歳の2014年から各ユース世代のスペイン代表に招集され、2016年にはU-17代表としてUEFA U-17欧州選手権に出場。正GKを任され、準優勝に導いた。

## 個人成績
| クラブ     | シーズン | リーグ     | リーグ戦 | リーグ戦 | カップ戦 | カップ戦 | 国際大会 | 国際大会 | その他 | その他 | 合計 | 合計 |
| クラブ     | シーズン | リーグ     | 出場     | 得点     | 出場     | 得点     | 出場     | 得点     | 出場   | 得点   | 出場 | 得点 |
| ---------- | -------- | ---------- | -------- | -------- | -------- | -------- | -------- | -------- | ------ | ------ | ---- | ---- |
| バルセロナ | 2018-19  | プリメーラ | 0        | 0        | 0        | 0        | 0        | 0        | 0      | 0      | 0    | 0    |
| バルセロナ | 2019-20  | プリメーラ | 0        | 0        | 0        | 0        | 0        | 0        | 0      | 0      | 0    | 0    |
| バルセロナ | 2020-21  | プリメーラ | 0        | 0        | 0        | 0        | 0        | 0        | 0      | 0      | 0    | 0    |
| バルセロナ | 通算     | 通算       | 0        | 0        | 0        | 0        | 0        | 0        | 0      | 0      | 0    | 0    |
| 総通算     | 総通算   | 総通算     | 0        | 0        | 0        | 0        | 0        | 0        | 0      | 0      | 0    | 0    |

| クラブ      | シーズン | リーグ    | リーグ戦 | リーグ戦 | その他 | その他 | 合計 | 合計 |
| クラブ      | シーズン | リーグ    | 出場     | 得点     | 出場   | 得点   | 出場 | 得点 |
| ----------- | -------- | --------- | -------- | -------- | ------ | ------ | ---- | ---- |
| バルセロナB | 2016-17  | セグンダB | 0        | 0        | 0      | 0      | 0    | 0    |
| バルセロナB | 2017-18  | セグンダ  | 0        | 0        | 0      | 0      | 0    | 0    |
| バルセロナB | 2018-19  | セグンダB | 20       | 0        | 0      | 0      | 20   | 0    |
| バルセロナB | 2019-20  | セグンダB | 18       | 0        | 3      | 0      | 21   | 0    |
| バルセロナB | 2020-21  | セグンダB | 12       | 0        | 1      | 0      | 13   | 0    |
| 総通算      | 総通算   | 総通算    | 50       | 0        | 4      | 0      | 54   | 0    |

## タイトル

### クラブ
FCバルセロナ
- プリメーラ・ディビシオン：2022-23, 2024-25
- スーペルコパ・デ・エスパーニャ：2022-23, 2024-25
- コパ・デル・レイ：2024-25